# Mezostih
Mezostihul este o  poezie înrudită cu acrostihul, și telestihul în care literele  din interiorul fiecărui vers citite în ordinea stabilită de autor și într-un anumit sens (vertical, oblic etc.) alcătuiesc un cuvânt (nume propriu, dedicație etc.) sau o propoziție

## Etimologie
Cuvântul se compune din   mezo , care provine din mesos (μέσος), în limba greacă însemnând  "mijloc"  și  "stih", ce provine din stihos (στίχος),"stih", „vers“. Termenul a fost creat de compozitorul american John Cage, el însuși fiind un autor de poeme în mezostih.

## Exemple
În literatura anglo-saxonă există numeroase mezostihuri create de John Cage, de pilda, "Mezostihul lui John Cage ce conține cuvântul RAPHAELMOSTEL.  Raphael Mostel fiind  unul dintre cei mai populari și originali compozitori newyorkezi. Similar, în limba română, există poemul mezostih: "Nobila chemare", al cărui text conține cuvântul GAVRIILSTIHARUL, acesta  provenind de la numele lui Gavriil Stiharul. 
Mezostihul lui John Cage ce conține numele lui Raphael Mostel:
```
                  you
R
 music
                    h
A
s
                  no 
P
roblems
                    w
H
y
                is th
A
t
              it is b
E
cause it is
          so beautifu
L

   that is its proble
M
 which that is
                     
O
f
                 cour
S
e no problem
              none a 
T
all
                  non
E

                 at a
L
l
```

```
      
Nobila chemare
 
      În 
G
reșeala niciodată iertată
      Se 
A
flă un loc unde te aștept –
  Întorc 
V
eacul, pasăre de pradă,
   Să-ți 
R
epornească ornicul din piept.
   Acolo 
I
rump gânduri răzvrătite
    Când 
I
asca de opaiț s-a stins demult:
     Din 
L
umea ta – doar cioburi de cuvinte
Măturate 
S
eara de un vânt tăcut.
    Spre 
T
ine nu răzbat decât vechi zvonuri,
    Când 
I
arna a-mpietrit orice izvor,
       O 
H
aina îți ocrotește somnul –
     Sub 
A
lb veșmânt semințele nu mor.
     Și, 
R
ătăcit într-un colț de lume,
     Oul 
U
mil încălzit de spaime
  Cheamă 
L
umina zilei de mâine.
```

## Generatoare de mezostih
Tehnologia digitală a pus la punct și un generator de metostih, numit mesostomatic. Deși este capabil să creeze mezostihuri, nu este prea popular.